# 악학
악학(樂學)은 조선전기의 행정기관이자 연구기관으로 음악에 관한 일을 관장하였다.

## 기능
조선 전기에 음악을 관장하였다. 악서(樂書) 편찬·연주하는 음악의 악보 편찬·악기 제작·음악 이론과 음악사 연구·악복(樂服) 고증·의례(儀禮) 고증·취재(取才)·습악(習樂)을 맡아서 관장하였다.

## 연혁
1406년(태종 6년)에 좌정승 하륜의 건의로 10학의 설치로 설치되었다. 이후 1457년(세조 3년)에 관습도감과 통합되어 악학도감으로 개편하여 없어졌다. 이때까지 50여년 동안 봉상시, 아악서, 전악서, 관습도감과 더불어 음악에 관한 일을 관장하였다.

## 구성
| 품계              | 관직       | 정원 | 비고 |
| ----------------- | ---------- | ---- | ---- |
| 정1품             |            |      |      |
| 종1품             | 제조(提調) | 1명  |      |
| 정2품             |            |      |      |
| 종2품             |            |      |      |
| 정3품(당상)       |            |      |      |
| 정3품(당하),종3품 | 제거(提擧) | 1명  |      |
| 정4품             |            |      |      |
| 종4품             |            |      |      |
| 정5품,종5품       | 별좌(別坐) | 1명  |      |
| 정6품             |            |      |      |
| 종6품             |            |      |      |
| 정7품             |            |      |      |
| 종7품             |            |      |      |
| 정8품             |            |      |      |
| 종8품             |            |      |      |
| 정9품             |            |      |      |
| 종9품             |            |      |      |

악학제조에 맹사성, 악학별좌에 박연이 임명되어 활동한 것이 유명하다.
또한, 악학제조에 유사눌이 임명되어 활동한 것이 유명하다.